# Синода, Нобору
Нобору Синода (яп. 篠田 昇, 21 февраля 1952, Мисато — 22 июня 2004, Токио) — японский кинооператор.

## Биография
Изучал историю искусства в Университете Нихон в Токио. Начал работать в кино в конце 1970-х годов. С 1985, когда выступил в качестве главного кинооператора, снял 25 фильмов. Сотрудничал с крупными режиссёрами. Был отмечен рядом премий.
Страдал от печёночной недостаточности.

## Избранная фильмография
- 1985: Отель любви (Синдзи Сомай; премия КФ в Иокогаме за лучшую операторскую работу)
- 1988: Kamu onna (Тацуми Кумаширо)
- 1991: Wârudo apâtomento horâ (Кацухиро Отомо)
- 1994: Друзья (Синдзи Сомай)
- 1994: Развязка (Сюндзи Иваи)
- 1995: Любовное письмо (Сюндзи Иваи, премия КФ в Иокогаме за лучшую операторскую работу)
- 1996: Пикник (Сюндзи Иваи)
- 1996: Бабочка махаон (Сюндзи Иваи, номинация на премию Японской Академии за лучшую операторскую работу)
- 1998: Апрельская история (Сюндзи Иваи)
- 1999: Страна мертвых (Сюнъити Нагасаки)
- 2000: Genji monogatari: Asaki yume mishi (Кенки Саэгуса)
- 2001: Хлоя (Го Ридзю, по роману Бориса Виана Пена дней)
- 2001: Все о Лили Чоу-Чоу (Сюндзи Иваи)
- 2004: Хана и Алиса (Сюндзи Иваи)
- 2004: Оплакивая любовь в самом центре мира (Юсао Юкисада, премия Японской Академии за лучшую операторскую работу)